# Белое (озеро, Шатурский район у г. Шатуры)
Бе́лое — озеро в Шатурском городском поселении Шатурского района Московской области, в 2,5 км к северо-востоку от города Шатуры.

## Физико-географическая характеристика
Происхождение озера ледниковое.
Площадь — 0,18 км² (18 га), длина — около 600 м, ширина — около 450 м. Для озера характерны отлогие, низкие и частично заболоченные берега. Озеро на юге соединяется с Муромским озером, на северо-западе со Святым.
Глубина — 2,5-4,7 м, максимальная глубина достигает 8 м. Дно котлованное, покрыто слоем ила. Вода полупрозрачная, торфяная с коричневой окраской. Видимость от 25 до 40 см.
Берега озера покрыты чахлым заболоченным мелколиственным лесом. Среди водной растительности распространены камыш, тростник, рдесты, элодея, ряска, осоки, стрелолист; встречаются: кубышка малая, рогоз широколиственный. В озере обитают 16 видов рыб: судак, лещ, щука, плотва, окунь, линь, карась, карп, язь, толстолобик, белый амур, сазан, ёрш, уклея, сомик, форель.
Озеро используется для любительского и спортивного рыболовства и отдыха населения.
Код водного объекта — 09010300711110000007111.